# LENGUAjes
LENGUAjes fue una revista libro publicada en Buenos Aires, Argentina, entre abril de 1974 y mayo de 1980 por los semiólogos argentinos Oscar Steimberg, Oscar Traversa, Eliseo Verón y Juan Carlos Indart. Se trataba de una revista sobre lingüística y semiología.
Representó la introducción de la semiótica en la Argentina, la delimitación del lenguaje y los géneros contemporáneos como objetos de estudio y sus artículos constituyeron el corpus teórico fundacional de la disciplina en Iberoamérica.